# Sæby
 For alternative betydninger, se Sæby (flertydig). (Se også artikler, som begynder med Sæby)
Sæby er en havneby i det østlige Vendsyssel med 8.845 indbyggere  (2024), beliggende i Frederikshavn Kommune under Region Nordjylland. Byen ligger ved Sæby Å's udløb i Kattegat, ca. 12 kilometer syd for Frederikshavn og 50 km nordøst for Aalborg. Den fik købstadsrettigheder i år 1524.
Sæby er i dag oplandsby for en stor del af det sydøstlige Vendsyssel og er en vigtig turistby, der tiltrækker feriegæster på grund af sine badestrande og det gamle købstadsmiljø. Om sommeren besøges byen af mange lystsejlere, der ved indsejlingen til havnen kan opleve byens moderne vartegn Fruen fra Havet, en 6,25 m høj galionsfigur af kunstneren Marit Benthe Norheim, opstillet i 2001. Byens ældste vartegn er Sæby kirke, Skt. Mariæ Kirke der oprindeligt er et karmeliterkloster med hvælvinger med omfattende kalkmalerier. De ældste dele af kirkebygningen stammer fra første halvdel af 1100-tallet, mens de øvrige dele inkl. tårnet stammer fra 14- og 1500-tallet. Nær ved kirken ligger Sæbys gamle torve- og markedsplads, Klostertorvet (opr. Gammeltorv), med Det gamle Rådhus fra 1810.
Generelt er Sæbys bykerne præget af smukke gamle huse og gader. Ældste hovedgade er Algade, der strækker sig fra Klostertorvet til Søndergade. I nr. 3 ligger Clasens Hotel, der er en bindingsværksbygning opført i 1750, som i 1800-tallet fik sin nyklassicistiske facade i gult og hvidt. Hotellet er blevet gæstet af kendte forfattere som Herman Bang og Gustav Wied i sidste del af 1800-tallet, indtil det i 1920 blev nedlagt som hotel og lavet om til De Gamles Hjem. I nr. 7 findes Den gamle Dommergaard, opført som købmandsgård i 1848. Det moderne gennembruds forfatter Adda Ravnkilde (f. 1862 – d. 1883) boede hos sine forældre i dommergården fra 1881-83, hvor der er sat en mindetavle op for hende. Byens næstældste rådhus (og nu også forhenværende politistation) stammer fra 1848 og er opført i senklassicistisk stil. Rådhuset ligger i nr. 14 og rummer i dag Sæby Turistbureau. I forlængelse af Algade ligger Strandgade, der passerer Sæby Kirke ned mod Havnevej. Bygningen i nr. 2 er Det gamle Hospital opført i 1675 med et forhus fra 1565. Stedet fungerede som fattiggård.
Sæby ligger ved motorvej E45 og har haft en række større virksomheder tilknyttet, bl.a. Skiold's hovedkvarter (flytter i 2024 produktionen til Polen, Danish Crown (lukket med 800 ansatte juni 2023)og Sæby Fiske-Industri. Byen er et attraktivt sted for lystfiskere, der kan fiske i Sæby Å og fra Sdr. mole. I dag er den tidligere fiskerihavn omdannet til en hyggelig marina med fritidsfiskerbåde og sejlskibe side om side, fiskerestauranter og butikker.
Afstande til andre byer:
- Brønderslev: 38 km
- Hjørring: 39 km
- Frederikshavn 12 km
- Hals: 43 km
- Skagen: 53 km
- Aalborg: 50 km

## Historie

### Middelalderen
Sæby, der i ældre dokumenter snart kaldes "Sæbye" og "Seebye", snart "Maristed" efter det derværende kloster, var i middelalderen først en landsby og et fiskerleje, som stod under Børglum Bispesæde. I den senere middelalder lader den til at have fået større betydning, netop måske ved bispernes protektion, og haft rang som købstad; i alt fald nævnes 1465 en Oluf Jenssøn som borgmester i Sæby. Dens ældste købstadsprivilegier er daterede 10. august 1524, da Frederik I gav den tilsvarende rettigheder som Viborg; de er senere blevne bekræftede, blandt andet 24. april 1562, 1597 og 1648. År 1525 gav biskop Stygge Krumpen en byret, til dels med benyttelse af Viborg byret. Endnu 1528 stadfæstede Frederik I alle de privilegier og friheder, som var givne Børglum bispestol på "Maristedt, som tilforn kaldtes Seby."
Byen fik dog aldrig større betydning, og den stod vel på sit højdepunkt, da den i 2. halvdel af det 15. århundrede fik et kloster. Mariested Kloster eller Vor Frue Kloster husede munke af Karmeliterordenen og angives almindeligt at være stiftet 1469; men utvivlsomt er det noget ældre (muligvis fra før 1462). Klosteret er flere gange blevet betænkt med gaver: i 1484 fik det således en eng ved Bredkjær, i 1493 to gårde i Hugdrup og Sæby, mod at prioren skulle afholde to ugentlige messer, for Sankt Peders Alter, og samme år en gård i Skiftved og en saltkedel ved Understed Strand mod afholdelsen af en messe i Sankt Anne Kapel, men i øvrigt kendes der kun lidt til dets historie. I 1536 udstedte prioren et brev, hvorved han oplod kloster, klosterboliger, teglgårds-lade og ovn til byens behov, fordi munkene "ikke kunde faa det, de kunde hjælpe sig med til Klæder eller Føde." Klosteret synes dog at have bestået endnu i en del af det følgende år. Af klosteret, der sikkert har udgjort et firfløjet bygningskompleks, står nu kun kirken, den sydlige fløj; de andre fløje var allerede forsvundne på Resens tid; i 1683 lod borgmester Christen Rhuus en stor del af klosterets grundsten opbryde og anvende til Sæby havn. Der skal have været hvælvede gange, som fra klosteret førte ind til kirken; ved gravning på kirkegården er man stødt på en sådan .

### Renæssancen
Den smule betydning, byen havde i den nyere tid, beroede vel væsentligst på dens rige fiskeri, og dens største bekymring var vel dengang som nu dens havn, der har været udsat for tilsanding og ødelæggelser ved storm. I 1559 og 1562 tilstod kongen byen tømmer til udbedring af havnen (det sidste år siges, at den havde lidt stor skade). Den 9. januar 1570 udstedtes den første havnevedtægt.
Sæby har haft en latinskole, som blev oprettet omkring år 1550 på tilskyndelse af biskop Oluf Chrysostomus og ophævedes 1739; den skolebygning, som blev bygget 1645 af borgmester Hans Nielsen, lå ved kirkegården.

### Under enevælden
Sæby var i stor armod efter Svenskekrigen 1660, og mange beboere havde forladt den.
Byen blev på det tidspunkt styret af en magistrat bestående af en borgmester og fire rådmænd.
År 1672 havde byen 670 indbyggere, i 1769 havde byen 483 indbyggere.
I 1682 ændredes byens styre fra magistrat til udenlukkende at bestå af en byfoged.
I 1769 siges der om byen i Danske Atlas V s. 243, at der er god lejlighed til skibsfart, "naar alene Havnen, som af Sand er tilstoppet og Bolværket næsten øde, blev igen sat i god Stand". I en storm 1792 udfyldtes helt indløbet af sand. Har havet givet byen dens vigtigste næring, har det også ofte været den en arg fjende: ældre fund af pæleanlæg, brønde osv. ude i stranden vidner om, at havet har bortskyllet de østlige dele af byen, og kirken, som nu ligger nær ved kysten, har antageligt tidligere ligget omtrent midt i byen. Også åens oversvømmelser har anrettet ødelæggelser.

### Den tidlige industrialisering
I løbet af det 19. århundrede var der igen fremgang at spore. Industrialiseringen kom til byen, og i 1879 påbegyndtes en udbedring af havnen. I 1899 åbnede Sæby Station, da jernbanestrækningen Sæbybanen fra Nørresundby via Sæby til Frederikshavn blev etableret. På dette tidspunkt var byen et særdeles populært ferie- og badested, ikke mindst for en række danske kulturpersonligheder.
Sæby havde omkring 1900 årlig 3 markeder: 1 i marts med heste og kvæg og 1 i september og 1 i oktober med kvæg og får. Torvedag var hver lørdag.
Af fabrikker og industrielle anlæg havde byen omkring midten af 1800-tallet: 1 jernstøberi, 1 klædefabrik og 1 kalkbrænderi . Af fabrikker og industrier havde byen i 1872: 1 jernstøberi, 1 garveri, 1 gødningsfabrik og 1 kalkbrænderi. Af fabrikker og industrielle anlæg havde byen omkring århundredeskiftet: 1 jernstøberi og maskinfabrik (36 arbejdere), 1 uldspinderi og farveri, 2 savværker (hvoraf det ene, der blev drevet med vandkraft, var et aktieselskab, oprettet 1899), 1 garveri, 1 kalkbrænderi og 1 maskinsnedkeri.
"Sæby Avis" (eller "Dronninglund Herreds Avis") og "Sæby Folkeblad" blev udgivet i Frederikshavn.
Sæbys befolkning var stigende i slutningen af 1800-tallet og begyndelsen af 1900-tallet: 895 i 1850, 966 i 1855, 1.167 i 1860, 1.344 i 1870, 1.506 i 1880, 1.804 i 1890, 2.122 i 1901, 1.943 i 1906 og 2.092 i 1911.
Efter næringsveje fordeltes folkemængden 1890 i følgende grupper, omfattende både forsørgere og forsørgede: 176 levede af immateriel virksomhed, 501 af industri, 286 af handel, 412 af fiskeri, 116 af jordbrug, 7 af gartneri, 248 af forskellig daglejervirksomhed, 46 af deres midler, 6 nød almisse, og 6 var i fængsel. Ifølge en opgørelse i 1906 var indbyggertallet 1.943, heraf ernærede 175 sig ved immateriel virksomhed, 116 ved landbrug, skovbrug og mejeridrift, 255 ved fiskeri, 777 ved håndværk og industri, 365 ved handel med mere, 106 ved samfærdsel, 77 var aftægtsfolk, 49 levede af offentlig understøttelse og 23 af anden eller uangiven virksomhed. Fiskeriet spillede en meget stor betydning; det var især rødspætter og andre flyndersorter samt torsk og kuller, der blev fisket; i finansåret 1897—98 fangedes der over 20.900 snese rødspætter og omtrent 343.400 pund torsk og kuller, og udbyttet havde en værdi af 37.855 kr.; der var foruden en del kuttere 12 åbne fiskerbåde. Den største del af fangsten blev eksporteret til udlandet over Frederikshavn.

### Mellemkrigstiden
Gennem mellemkrigstiden var Sæbys indbyggertal voksende: i 1916 2.138, i 1921 2.276, i 1925 2.325, i 1930 2.525, i 1935 2.747, i 1940 2.770 indbyggere. Desuden skete en mindre forstadsudvikling i Volstrup Sogn.
| År                        | 1916  | 1921  | 1925  | 1930  | 1935  | 1940  |
| ------------------------- | ----- | ----- | ----- | ----- | ----- | ----- |
| Sæby købstad              | 2.138 | 2.276 | 2.325 | 2.525 | 2.747 | 2.770 |
| Agerledet i Volstrup Sogn | -     | -     | 86    | 100   | 88    | 106   |
| Sæby med forstæder        | 2.138 | 2.276 | 2.411 | 2.625 | 2.835 | 2.876 |

Ved folketællingen i 1930 havde Sæby 2.525 indbyggere, heraf ernærede 179 sig ved immateriel virksomhed, 952 ved håndværk og industri, 346 ved handel mm, 168 ved samfærdsel, 340 ved landbrug, skovbrug og fiskeri, 232 ved husgerning, 259 var ude af erhverv og 49 havde ikke oplyst indkomstkilde.
| Næringsveje        | Landbrug m.v. | Håndværk, industri | Handel og omsætning | Transport | Immateriel virksomhed | Hus- gerning | Ude af erhverv | Uangivet | I alt |
| ------------------ | ------------- | ------------------ | ------------------- | --------- | --------------------- | ------------ | -------------- | -------- | ----- |
| Sæby købstad       | 340           | 952                | 346                 | 168       | 179                   | 232          | 259            | 49       | 2.525 |
| Agerledet          | 21            | 40                 | 18                  | 2         | 2                     | 11           | 6              | 0        | 100   |
| Sæby med forstæder | 361           | 992                | 364                 | 170       | 181                   | 243          | 265            | 49       | 2.625 |

### Efterkrigstiden
Efter 2. verdenskrig fortsatte Sæby sin befolkningsvækst. I 1945 boede der 3.153 indbyggere i købstaden, i 1950 3.464 indbyggere, i 1955 3.521 indbyggere, i 1960 3.669 indbyggere og i 1965 4.189 indbyggere. Samtidig skete der en yderligere vækst i forstadsbebyggelserne i Volstrup Kommune.
| År                              | 1945  | 1950  | 1955  | 1960  | 1965  |
| ------------------------------- | ----- | ----- | ----- | ----- | ----- |
| Sæby købstad                    | 3.153 | 3.464 | 3.521 | 3.669 | 4.189 |
| Agerledet i Volstrup Sogn       | 61    | 68    | 81    | 103   | 88    |
| Toftlund i Volstrup Sogn        | 47    | 91    | 113   | 207   | 393   |
| Sæby Nordstrand i Volstrup Sogn | -     | -     | -     | 64    | 69    |
| Ålborg Landevej i Volstrup Sogn | .     | -     | -     | 181   | 328   |
| Sæby med forstæder              | 3.261 | 3.623 | 3.715 | 4.224 | 5.067 |

Byudviklingen bevirkede, at der blev nedsat et byudviklingsudvalg, som udarbejdede en byudviklingsplan for Sæby-egnen omfattende både købstaden og forstadskommunen.
Sæbybanen blev endeligt nedlagt i 1968.

### Kommunalreformen i 1970
I 1970 blev Sæby købstad slået sammen med flere sognekommuner (Albæk, Hørby, Skæve, Torslev og Volstrup kommuner samt Understed-Karup Kommune (med undtagelse af den del af Understed Sogn, der blev en del af den nye Frederikshavn kommune) i en ny storkommune, Sæby Kommune.

### Kommunalreformen i 2007
I 2007 forsvandt Sæby Kommune som administrativ enhed og blev lagt sammen med Skagen og Frederikshavn kommuner til den nuværende Frederikshavn Kommune.

## Seværdigheder
I Algade (nr. 1-3) findes Sæby Museum indrettet i en bindingsværksgård fra 1600-tallet, Konsul Ørums Gård. Museet er et egnsmuseum bl.a. med en købmandshandel, et gammelt pensionatværelse og en skolestue fra 1920.
Nær Sæby ligger herregården Sæbygaard, der indeholder et herregårdsmuseum med interiører fra 17- og 1800-tallet med sølv, porcelæn, damask og adelsportrætter. Den trefløjede renæssancebygning er omgivet af volde og voldgrave.
Hvor Frederikshavnvej krydser Sæby Å, ligger Sæby Vandmølle (de). Møllen blev opført som kongelig ejendom i 1640 og var i brug som kornmølle frem til 1920'erne. Møllehuset stammer fra 1710 og kan kun beses udefra.
Nellemanns Have er en have på ca. 6 hektar i Sæby, anlagt i 1925 af landinspektør Nic. Nellemann (født 1892 på Fyn, død 1976). Haven har Nordeuropas største samling af paradisæbletræer.
På Solsbækvej (nr. 39) ligger Sæby Miniby, der er et udendørsanlæg med en genskabelse af Sæbys gamle huse i størrelsesforholdet 1:10. Det er muligt at opleve arbejdet med husene på anlæggets værksted. Det drives af frivillig arbejdskraft.
Ca. 15 kilometer sydvest for Sæby ligger Voergaard Slot med sine karakteristiske ottekantede tårne. Slottet er en rødmuret renæssancebygning, hvis centrale dele er opført fra 1586 til 1591 omkranset af Danmarks bredeste voldgrav.
På Kyststrækningen fra Sæby mod syd til Voerså er der særligt gode muligheder for at finde rav ved østenvind. Frants Kristensen, der er ravsliber i 3. generation har etableret et ravmuseum i Sæbys historiske bydel, og han arrangerer "ravfinde-ture" langs stranden.

## Venskabsbyer i 2008
- Lyngdal, Norge
- Tranås, Sverige
- Bilina, Tjekkiet